# Antoniosz
Antoniosz (5. század) ókeresztény író.
Idősebb Oszlopos Szent Simeon tanítványa volt, s mestere 459. szeptember 2-án bekövetkezett halála után megírta a szent életét. Elsősorban Küroszi Theodorétosz Historia Religiosa című munkájának 26. fejezetét vetta alapul, de kiegészítette további másfél évtized történetével.